# Église Saint-Jean de Dresde
L'église Saint-Jean était une église de Dresde, dans le quartier de Pirnaische Vorstadt, près du St. Benno-Gymnasium aujourd'hui.

## Histoire
Au milieu du XIXe siècle, la population de Pirnaische Vorstadt augmente, la création d'une paroisse propre devient une nécessité. Le 30 mai 1877, la paroisse Saint-Jean est formé en séparation de la paroisse Sainte-Croix, elle compte 25 000 membres à sa fondation.
L'architecte Gotthilf Ludwig Möckel est chargé de construire une église à l'issue d'un concours. Il veut introduire le style néo-gothique à Dresde. La supervision de la construction est faite par Alexander Wilhelm Prale pour Möckel.
La façade de l'église est en grès de l'Elbe. Son agencement est celui d'une salle en arc à une seule nef, avec des bas-côtés basilicaux sous des galeries.  Les voûtes nervurées en quatre parties reposent sur des piliers. Des arcades cintrées dessinent les interstices des piliers. Ensuite, il y a la balustrade des galeries de l'allée en forme de triforine. Le bâtiment orienté ouest-est possède un transept, sur l'aile sud duquel se trouve un clocher d'une hauteur de 65 mètres avec une flèche à huit pans. Les modèles pour le clocher sont la cathédrale Notre-Dame de Laon et la cathédrale de Naumbourg.
La nef mesure 47 m de long et mesurait son point le plus large dans le plan de sol de 22 m. L'intérieur offre 900 places assises, galeries comprises. Sur la tribune de l'aile sud du transept se trouve l'orgue Eule à deux manuels. L'accès aux allées dans les étages est possible par deux tours d'escalier reliées au transept de part et d'autre de la nef principale à l'est.
La chaire est sur la pile sud de la croisée du transept, à l'opposé du pilier nord-est de l'ambon. Les fonts baptismaux avec un couvercle en bronze se trouvent dans le chœur sur l'axe central de la nef.
Sur les piliers à l'intérieur se trouvent 13 sculptures en calcaire français. Ils représentent les apôtres, les évangélistes et Jean-Baptiste. Les sculptures de l'église proviennent des ateliers de Gustav Adolph Kietz, d'Oskar Rassau, de Theodor Heinrich Bäumer et de Karl Friedrich Gustav Broßmann. Les trois cloches sont de la fonderie de Dresde Große. L'orgue avec deux manuels, 28 arrêts et 1 692 tuyaux d'orgue est construit par la facture Hermann Eule Orgelbau Bautzen.
La consécration a lieu le 24 avril 1878. 
Le 5 mai 1885, Gerhart Hauptmann épouse Marie Thienemann vom Hohenhaus dans l'église.
Lors du bombardement de Dresde du 13 au 15 février 1945,, l'église est détruite par un incendie, même si les dégâts restent faibles en raison de la construction du toit en acier. Le clocher de l'église est resté indemne et doit être inclus en raison de sa grande importance historique sur le plan architectural et artistique dans la zone nouvellement construite. Après la rupture de la nef en 1951, le clocher est démoli le 8 avril 1954.
Jusqu'en 1994, la place reste un espace vert. Aujourd'hui le St. Benno-Gymnasium en occupe une partie. La paroisse Saint-Jean n'est pas dissoute.

## Source de la traduction
- (de) Cet article est partiellement ou en totalité issu de l’article de Wikipédia en allemand intitulé « Johanneskirche (Dresden) » (voir la liste des auteurs).